# فیلون
فیلون لاریسا (یونانی: Φίλων ὁ Λαρισσαῖος؛ ۱۵۹ – ۸۴ پیش از میلاد) یک فیلسوف یونان باستان بود. بسیار محتمل است که نام واقعی او فیلیو بوده باشد. او شاگرد کلیتوماخوس بود و به‌عنوان رئیس آکادمی افلاطون انتخاب شد. در طول جنگ‌های میتریداتیک که همراه با نابودی آکادمی بود، به رم سفر کرد و در آنجا سیسرون خطابه او را شنید. هیچ‌یک از نوشته‌هایش باقی نمانده است. او مانند کلیتوماخوس و کارنیادس یک شک‌گرای آکادمیک بود، اما دیدگاه معتدل‌تری به شک‌گرایی فلسفی نسبت به معلمانش ارائه کرد و باورهای موقت را بدون قطعیت مجاز دانست.

## زندگی
فیلو در سال ۱۵۴ پیش از میلاد در لاریسا به‌دنیا آمد. به آتن نقل مکان کرد و در آن‌جا شاگرد کلیتوماخوس شد که در ۱۱۰–۱۰۹ پیش از میلاد ریاست آکادمی سوم یا آکادمی جدید را به‌سدت آورد. به گفته سکستوس امپریکوس او بنیانگذار «آکادمی چهارم» بود، اما بیشتر نویسندگان از بیان وجود بیش از سه آکادمی خودداری کردند. او معلم آنتیوخوس اسکالنی بود که در مکتب افلاطونی به دشمن او تبدیل شد.
در طول جنگ‌های مهردادی یکم فیلون آتن را ترک کرد و در سال ۸۸ پیش از میلاد در رم اقامت گزید. او در روم در مورد بلاغت و فلسفه نطق کرد و شاگردان برجسته زیادی را در اطراف خود جمع کرد که در میان آن‌ها سیسرون مشهورترین و مشتاق‌ترین آن‌ها بود.
فیلون آخرین استاد آکادمی بود که پس از افلاطون جانشین شد. پس از مرگ او در ۸۴ پیش از میلاد، آکادمی به گروه‌های رقیب تقسیم شد و تا زمان احیای نوافلاطونی کم‌رنگ شد.

## فلسفه
هیچ‌یک از آثار فیلون موجود نیست. دانش ما از دیدگاه‌های او از نومنیوس، سکستوس امپیریکوس و سیسرون گرفته شده است. به‌طور کلی فلسفه او واکنشی بود در برابر شک‌گرایی آکادمی میانه و جدید به نفع جزم‌گرایی افلاطون.
او معتقد بود که با استفاده از مفاهیم ادراکی نمی‌توان اشیاء را درک کرد، اما بر اساس ماهیت آن‌ها قابل درک هستند. این‌که از نظر او چگونه قابل درک هستند، روشن نیست؛ آیا با توجه شواهد و مطابقت احساساتی که ما از چیزها دریافت می‌کنیم، یا این‌که به فرض افلاطونی، به یک ادراک معنوی بی‌واسطه ارجاع دارد! او در مخالفت با شاگردش آنتیوخوس جدایی آکادمی قدیم و جدید را نمی‌پذیرد، بلکه ترجیح می‌دهد شبهات شک‌گرایی را حتی در سقراط و افلاطون و شاید در آکادمی جدید به رسمیت بشناسد. در برابر احساساتش مقاومت نمی‌کرد، و آرزو داشت با مخالفانی ملاقات کند که می‌کوشیدند مواضع او را رد کنند، یعنی احساس می‌کرد باید آنچه را که بیان کرده را از نو مطرح کند. در ذهن خود به بررسی شک‌گرایی و رسیدن به عقیده‌ای مطمئن در مورد پایان نهایی زندگی تردیدی نداشت.